# Alpha Blondy
Alpha Blondy, echte naam Seydou Koné (Dimbokro, 1 januari 1953) is een Ivoriaanse reggaezanger. Hij geniet bekendheid in West-Afrika, Europa en de Verenigde Staten.

## Biografie
Hij werd grootgebracht door zijn oma, die hem leerde uit de Koran. Hij leerde de Franse taal door uit de Bijbel te lezen. Zijn oma gaf hem de bijnaam 'blondy', dat zoveel betekent als 'bandiet'. Zelf voegde hij daar het woord 'alpha' aan toe, dat 'begin' betekent. Zijn naam houdt dus kortweg 'eerste bandiet' in. Dit gebeurde allemaal nadat hij zijn eerste band had gevormd, de Atomic Vibrations, waardoor hij van school werd gestuurd.
Hij studeerde Engels aan het Hunter College in New York, en later volgde hij het programma "Amerikaanse taal" aan de Universiteit van Columbia. Deze studie maakte hij echter niet af. Zijn familie zorgde ervoor dat hij voor een periode van een jaar in een inrichting terechtkwam, als gevolg van de invloed die het rastageloof op hem had.
Alpha Blondy die, voordat hij reggae maakte, hield van bands als The Beatles en Pink Floyd, werd volledig geïnspireerd door de songs van Bob Marley. In zijn studietijd zong hij in clubs in Harlem al vele Marleysongs. In zijn eigen muziek hoor je de invloed van Marley ook goed. Toch klinkt zijn muziek heel divers, onder meer vanwege de verscheidenheid aan nationaliteiten van de leden van zijn begeleidingsband,  The Solar System. Alpha Blondy heeft vier Marleysongs in het Frans gecoverd: "Mystere Naturelle" (Natural Mystic), "La Guerre" (War), "Sales Racistes" (Crazy Baldheads), en "J'ai tué le commissaire" (I Shot the Sheriff). In tegenstelling tot Bob Marley heeft Alpha minder op met het gebruik van cannabis, zo zei hij eens dat goede reggaemuziek niet te veel moet gaan over ganja.
Alpha Blondy, die zichzelf beschouwt als een Afrikaanse rasta, werd ooit opgemerkt door producer Clive Hunt. Met hem nam hij in 1983 zijn eerste album op, getiteld Jah Glory. Deze ging er echter met zijn tapes vandoor, waardoor Alpha weer terugkeerde naar zijn vaderland. Aldaar ontmoette hij een tv-producent, Fulgence Kassy, zodat hij de kans kreeg op televisie te verschijnen. Gedurende de rest van de jaren tachtig bracht hij bijna elk jaar een nieuw album uit, met grote successen zoals Jerusalem in 1986, dat hij opnam met The Wailers. In die tijd werd hij al beschouwd als de ware opvolger van Bob Marley als internationale reggaesuperster en werd wel de 'erfgenaam van Marleys troon' genoemd. Vanaf de jaren negentig verscheen er elke twee jaar een album, wat grote populariteit opleverde, getuige zijn prijzen voor het album Masada (dat in meer dan 50 landen verscheen) en zijn Grammynominatie voor Merci in 2002. In 1998 nam hij zijn album Yitzhak Rabin op met de I-Threes, de achtergrondzangeressen van Bob Marley.
Alpha Blondy zingt vooral in de West-Afrikaanse talen Dioula, Bété en Baule, of in het Frans of Engels. In de nummers Sebe Allah Ye en Jerusalem verwerkte hij respectievelijk Arabische en Hebreeuwse religieuze uitspraken. Zijn teksten zijn dikwijls van politieke achtergrond en bevatten humor. Alpha Blondy is een van de personen aan wie het bedenken van het woord "democrature" ("democratuur") wordt toegeschreven. Dit woord wordt gebruikt voor een schijndemocratie.
Zijn eerste hit was Brigadier Sabari, beter bekend door de cover Operation Coup de Poing van Twee Belgen.
Andere kenmerkende songs zijn:
- Apartheid is Nazism
- Brigadier Sabari – satirische tekst over politiegeweld, waardoor hij bij een demonstratie bijna om het leven kwam
- Guerre Civile – over burgeroorlog
- Jerusalem – over Israël, bevat Hebreeuwse tekst
- Journalistes en danger – over de moord op Norbert Zongo
- Politiqui – over de afwisseling burgerregering/militaire regering
- Yitzhak Rabin
- Masada – over zingeving op basis van een bloedige episode uit de geschiedenis bij het fort Masada
- Sweet Fanta Diallo – over een treurige liefdesaffaire uit de periode als psychiatrisch patiënt
- Sebe Allah Ye – over hoe Allah het begin van alle schepping is

## Discografie
- 1983: Jah Glory
- 1984: Cocody Rock!!!
- 1985: Apartheid Is Nazism
- 1986: Jerusalem (met The Wailers)
- 1987: Revolution
- 1989: The Prophets
- 1992: Masada
- 1993: SOS Guerres Tribales
- 1993: Live Au Zénith (Paris)
- 1994: Dieu
- 1996: Grand Bassam Zion Rock
- 1996: Best Of
- 1998: Yitzhak Rabin
- 2000: Elohim
- 2001: Blondy Paris Bercy
- 2002: Merci
- 2004: Rasta Poué
- 2005: Akwaba
- 2007: Jah Victory
- 2010: Vision
- 2013: Mystic Power
- 2013: Best Of
- 2015: Positive Energy
- 2018: Human Race
- 2022: Eternity